# سازمان مردم‌نهاد ایفا

## درباره
«سازمان مردم نهاد حمایت از توسعه مناطق محروم ایفا» اولین و بزرگترین پلتفرم اجتماعی تأمین مالی جمعی بر پایۀ قرض‌دادن به کسب‌وکارهای روستایی در ایران است.
ایفا یک سازمان غیرانتفاعی و غیردولتی است که در سال ۱۳۹۸ با هدف ارائۀ راه‌حل‌های نوین و پایدار برای اشتغال‌زایی، کاهش فقر و توسعۀ مناطق محروم و روستاها همراه با حفظ کرامت انسانی، تأسیس شده است و با استفاده از ابزار تأمین مالی جمعی، قرض‌های خُرد و کوچک را تأمین و به روستاییان کارآفرین می‌پردازد.
ایفا در شش استان خوزستان، کرمان، ایلام، تهران، آذربایجان غربی و سیستان و بلوچستان مشغول فعالیت است.